# Вайда, Богдан Иванович
Богда́н Ива́нович Ва́йда (укр. Богдан Іванович Вайда; 28 апреля 1965, Стебник — 20 февраля 2014, Киев) — украинский активист Евромайдана. Погиб 20 февраля 2014 года на улице Институтской в Киеве от пули снайпера. Герой Украины (2014, посмертно).

## Биография
Богдан Вайда родился 28 апреля 1965 года в селе Стебник во Львовской области. Потомок украинских переселенцев из Польши, отец Иоанн был выдворен в 1946 году на Украину из польского села Кречкова Перемышльского уезда.
В 1983 году был призван в ряды Советской армии. После службы, в 1985 году поступил в Львовский техникум механической обработки древесины. Окончил его с отличием, работал на Дрогобычском мебельном заводе. Семья сначала жила в Стебнике, так как на шахте работал его отец. После его смерти Богдан вместе с матерью Анной и сестрой Любовью, переехали в село Летня, Дрогобычского района, здесь и жили последние годы. Старшая родная сестра Мария осталась в Стебнике. Был неженат.
Богдан Вайда был православном христианином, а также активным участником национального возрождения 90-х годов. В 1990 году он принял участие в Живой цепи Соборности. На парламентских выборах 2007 года был наблюдателем на одном из избирательных участков в Луганске.
В поддержку Евромайдана, в Киев впервые приехал 12 декабря 2013 года, вошёл в Самооборону Майдана и пробыл здесь до 18 декабря 2013. Вернулся 19 февраля 2014 года, был в 12-й сотни Самообороны. Утром 20 февраля 2014 позвонил своей сестре Любе со словами: "Дорогая, здесь настоящая война! Стреляют … ". Разговор прервался — Богдан Вайда был убит выстрелом снайпера в голову на улице Институтской.

## Награды
- Звание Герой Украины с удостаиванием ордена «Золотая Звезда» (21 ноября 2014 года, посмертно) — за гражданское мужество, патриотизм, героическое отстаивание конституционных принципов демократии, прав и свобод человека, самоотверженное служение Украинскому народу, проявленные во время Революции достоинства[7]
- Медаль «За жертвенность и любовь к Украине» (УПЦ КП, июнь 2015 года) (посмертно)[8]